# Siniša Tumbas Loketić
Siniša Tumbas Loketić (Subotica, 10. ožujka 1987.) katolički je svećenik.

## Životopis
Rođen u Subotici 10. ožujka 1987. godine. Kršten je u župi Isusova uskrsnuća u rodnom gradu. Nakon srednje Politehničke škole u Subotici upisuje Katolički bogoslovni fakultet u Đakovu. Za đakona je zaređen u Subotici 5. listopada 2014. godine, a za svećenika 6. travnja 2015. zaredio ga je mons. Ivan Penzeš. Obavljao je dužnost župnog vikara u Novom Sadu do svibnja 2016. god. od kada preuzima dužnost upravitelja župe Presvetog Trojstva u Selenči. Tokom godinu i pol dana boravka u Novom Sadu gdje je bio kapelan, uređuje emisiju za mlade "Na slobodu pozvani" na valovima Radio Marije. Jedan je od osnivača i urednika katoličke internet stranice www.svjetlo-vjere.com. Dužnost glavnog urednika katoličkog lista "Zvonik" preuzima 6. studenoga 2016. godine, a uređuje ga do travnja 2018. godine kada glavnim urednikom biva imenovan vlč. Vinko Cvijin.

## Vanjske poveznice
- Članci Siniše Tumbasa Loketića  Arhivirana inačica izvorne stranice od 27. veljače 2017. (Wayback Machine), Svjetlo vjere